# Lophodoris danielsseni
Lophodoris danielsseni är en snäckart som först beskrevs av Friele och Hansen 1876.  Lophodoris danielsseni ingår i släktet Lophodoris och familjen Goniodorididae. Inga underarter finns listade i Catalogue of Life.